# Phat khing
Le phat khing (en thaï : ผัดขิง, prononcé [pʰàt kʰǐŋ] ; en lao ຜັດຂີງ) est un plat d'Asie du Sud-Est d'influence chinoise, populaire en Thaïlande et au Laos.
Le kai phat khing (ไก่ ผัด ขิง) contient du poulet sauté et différents légumes comme des champignons et des poivrons, mais d'autres viandes peuvent être utilisées. L'ingrédient déterminant est le gingembre tranché (khing), qui donne au plat un goût très caractéristique. D'autres ingrédients importants dans ce plat sont la sauce soja et l'oignon. Il est servi avec du riz. Dans les deux pays, des gésiers de poulet sont parfois (partiellement) substitués au poulet.